# Awassa Kenema Stadium
Awassa Kenema Stadium – piłkarski stadion w mieście Auasa, w Etiopii. Pojemność stadionu wynosi 25 000 widzów. Swoje spotkania rozgrywają na nim piłkarze klubu Hawassa City SC i Sidama Coffee SC.